# Toyama
Toyama (Nhật: 富山県 (Phú Sơn Huyện) Hepburn: Toyama-ken) là một tỉnh của Nhật Bản nằm ở tiểu vùng Hokuriku, vùng Chūbu trên đảo Honshū. Trung tâm hành chính là Toyama.
Toyama là trung tâm kỹ nghệ chính của vùng duyên hải biển Nhật Bản vì lợi thế điện lực rẻ.

## Địa lý

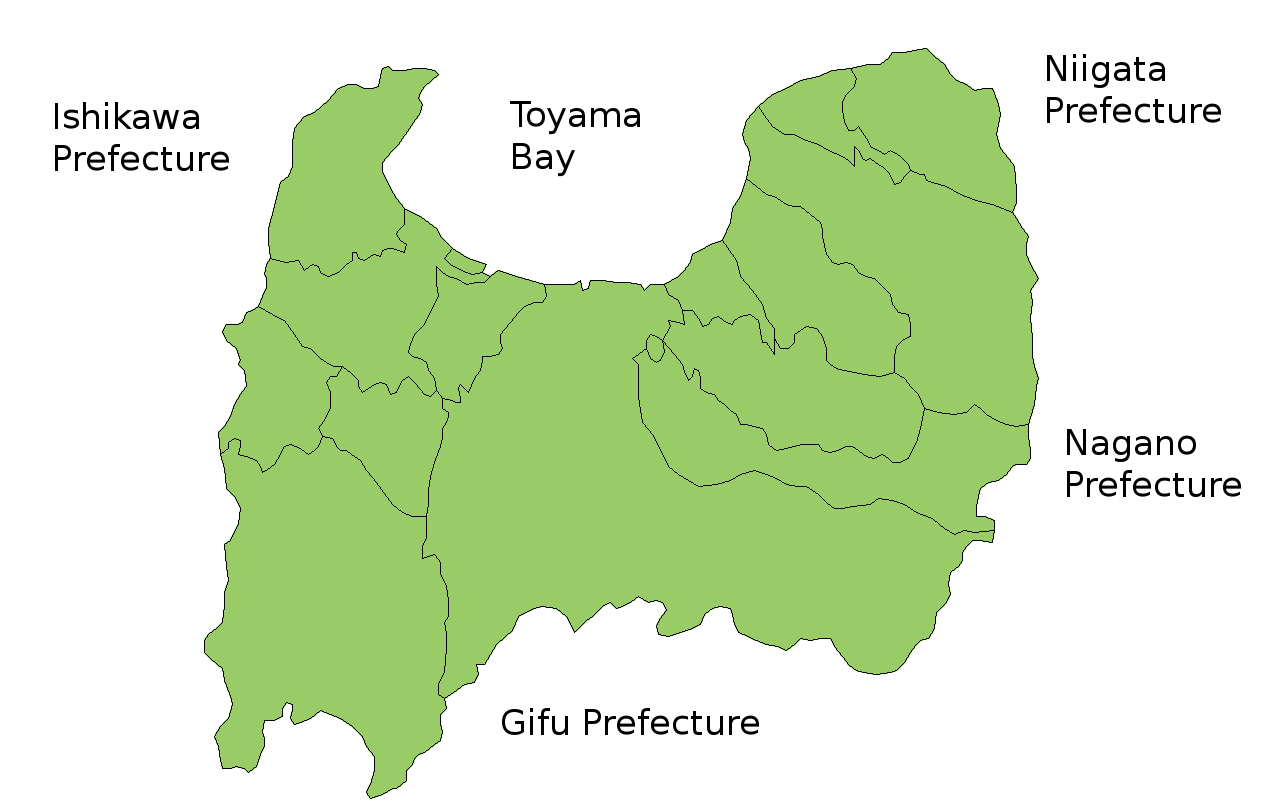
Bản đồ tỉnh Toyama

## Lịch sử
Trong lịch sử, tỉnh Toyama có tên là tỉnh Etchū.

## Hành chính
Do những sáp nhập năm 2000, Toyama có một vài thành phố tự trị mới nhất so với các tỉnh khác của Nhật với 10 thành phố, 2 quận, 4 thị trấn và 1 làng (trước khi sáp nhập, tỉnh có 9 thành phố, 18 thị trấn và 8 làng).

### Vùng Toyama
- Toyama (thủ phủ)
- Namerikawa
- Nakaniikawa Gun
- Funahashi
- Kamiichi
- Tateyama

### Vùng Niikawa
- Kurobe
- Uozu
- Shimoniikawa Gun
- Asahi
- Nyuzen

### Vùng Takaoka
- Himi
- Imizu
- Takaoka

### Vùng Tonami
- Nanto
- Oyabe
- Tonami

## Kinh tế
Đập Kurobe sản xuất thủy điện cho công ty điện lực Kansai, đặt ở sông Kurobe thuộc tỉnh Toyama.

## Giao thông
Vùng này có đường ray xe điện Hokuriku chạy qua vùng Osaka bằng xe Thunderbird. Xe Shirasagi cho phép di chuyển dễ dàng tới hệ thống đường ray Shinkansen ở tỉnh Nagano. Để di chuyển tới Tokyo, bắt tàu Hakutaka tới Nagaoka hay Echigo Yuzawa rồi đến Joetsu Shinkansen.

## Văn hóa
Các món ăn nổi tiếng của vùng bao gồm sushi cá hồi và mực ống nướng.
mực phát sáng (ホタルイカ) và tôm trắng(白いエビ)

## Giáo dục
- Đại học Toyama

## Thể thao
Đội bóng đá
- ALO's Hokuriku (thành phố Toyama)
- YKK AP F.C. (Kurobe)

Bóng rổ 
- Toyama Grouses (thành phố Toyama)

Rugby
- Takaoka Mariners (Takaoka)

## Du lịch
Kaze no bon là một lễ hội festival được tổ chức hàng năm vào tháng 9 tại một ngọn núi nhỏ thuộc thị trấn Owara.